# Chauvency-le-Château
Chauvency-le-Château é uma comuna francesa na região administrativa de Grande Leste, no departamento de Meuse. Estende-se por uma área de 8,82 km². Em 2010 a comuna tinha 249 habitantes (densidade: 28,2 hab./km²).